# Episodi di M.I. High - Scuola di spie
La prima stagione di M.I. High - Scuola di spie è stata trasmessa dall'8 gennaio al 5 marzo 2007, la seconda dal 7 gennaio al 24 marzo 2008, la terza dal 5 gennaio al 30 marzo 2009, la quarta dal 7 maggio 2011, la quinta dal 17 giugno 2011 e la sesta dal 7 gennaio 2013.

## Prima stagione
| Nº | Titolo originale            | Titolo italiano            | Prima TV UK      | Prima TV Italia |
| -- | --------------------------- | -------------------------- | ---------------- | --------------- |
| 1  | The Sinister Prime Minister | Il sinistro primo ministro | 8 gennaio 2007   | 2008            |
| 2  | Eyes on Their Stars         | Una musica irresistibile   | 8 gennaio 2007   | 2008            |
| 3  | The Big Freeze              | Il grande gelo             | 15 gennaio 2007  | 2008            |
| 4  | The Power Thief             | Black Out                  | 22 gennaio 2007  | 2008            |
| 5  | Nerd Alert                  | Allarme informatico        | 29 gennaio 2007  | 2008            |
| 6  | Super Blane                 | L'agente americano         | 5 febbraio 2007  | 2008            |
| 7  | Spy Animals                 | Animali spia               | 12 febbraio 2007 | 2008            |
| 8  | Forever Young               | Per sempre giovani         | 19 febbraio 2007 | 2008            |
| 9  | Red Button Rampage          | Il pulsante rosso          | 25 febbraio 2007 | 2008            |
| 10 | The Fugitive                | Il fuggitivo               | 5 marzo 2007     | 2008            |

## Seconda stagione
| Nº | Titolo originale     | Titolo italiano       | Prima TV UK      | Prima TV Italia |
| -- | -------------------- | --------------------- | ---------------- | --------------- |
| 1  | It's a Kind of Magic | Magie di famiglia     | 7 gennaio 2008   | 2009            |
| 2  | You Can Call Me Al   | Chiamami Al           | 7 gennaio 2008   | 2009            |
| 3  | Evil by Design       | Un cattivo stilista   | 14 gennaio 2008  | 2009            |
| 4  | Fit Up               | Un fisico bestiale    | 21 gennaio 2008  | 2009            |
| 5  | Face Off             | Dietro la maschera    | 28 gennaio 2008  | 2009            |
| 6  | Big Sister           | La grande sorella     | 4 febbraio 2008  | 2009            |
| 7  | The Cold War         | La Guerra Fredda      | 11 febbraio 2008 | 2009            |
| 8  | Nano Nits            | Nano pidocchi         | 18 febbraio 2008 | 2009            |
| 9  | The Others           | Nuove reclute         | 25 febbraio 2008 | 2009            |
| 10 | The Big Bling        | Un piano scintillante | 3 marzo 2008     | 2009            |
| 11 | Spy Plane            | L'aereo invisibile    | 10 marzo 2008    | 2009            |
| 12 | Green Finger         | Pollice verde         | 17 marzo 2008    | 2009            |
| 13 | Asteroid Attack      | Impatto imminente     | 24 marzo 2008    | 2009            |

## Terza stagione
| Nº | Titolo originale    | Titolo italiano         | Prima TV UK      | Prima TV Italia |
| -- | ------------------- | ----------------------- | ---------------- | --------------- |
| 1  | Art Attacks         | Attacco all'arte        | 5 gennaio 2009   | 2010            |
| 2  | The Mole            | La talpa                | 12 gennaio 2009  | 2010            |
| 3  | Agent X             | Agente X                | 19 gennaio 2009  | 2010            |
| 4  | Mind Machine        | La macchina della mente | 26 gennaio 2009  | 2010            |
| 5  | Dark Star           | Stella Oscura           | 2 febbraio 2009  | 2010            |
| 6  | Fit to Wurst        | Attacco al Wurst        | 9 febbraio 2009  | 2010            |
| 7  | The New Grandmaster | Il nuovo Gran Maestro   | 16 febbraio 2009 | 2010            |
| 8  | Think Tank          | Serbatoio di cervelli   | 23 febbraio 2009 | 2010            |
| 9  | Family Tree         | L'albero genealogico    | 2 marzo 2009     | 2010            |
| 10 | The Glove           | Il guanto               | 9 marzo 2009     | 2010            |
| 11 | The Visit           | La visita               | 16 marzo 2009    | 2010            |
| 12 | Operation Flopsy    | Operazione Flopsy       | 23 marzo 2009    | 2010            |
| 13 | Moontaker           | Il piano lunare         | 30 marzo 2009    | 2010            |

## Quarta stagione
| Nº | Titolo originale          | Titolo italiano | Prima TV UK       | Prima TV Italia |
| -- | ------------------------- | --------------- | ----------------- | --------------- |
| 1  | Run Carrie Run            |                 | 7 maggio 2010     |                 |
| 2  | The Bunny Whisperer       |                 | 16 maggio 2010    |                 |
| 3  | Quakermass                |                 | 12 agosto 2010    |                 |
| 4  | Mrs. King: License To Spy |                 | 14 giugno 2010    |                 |
| 5  | Don't Cook Now            |                 | 15 giugno 2010    |                 |
| 6  | Return of the Mummy       |                 | 16 giugno 2010    |                 |
| 7  | Doppelgängers             |                 | 19 agosto 2010    |                 |
| 8  | High school spy movie     |                 | 31 maggio 2010    |                 |
| 9  | Black Hole                |                 | 22 maggio 2010    |                 |
| 10 | Three Spies and a Baby    |                 | 18 settembre 2010 |                 |
| 11 | Millionaire Flatley?      |                 | 17 giugno 2010    |                 |
| 12 | SKULdiggery               |                 | 3 giugno 2010     |                 |
| 13 | The Octopus               |                 | 13 maggio 2010    |                 |

## Quinta stagione
| Nº | Titolo originale         | Titolo italiano                     | Prima TV UK    | Prima TV Italia |
| -- | ------------------------ | ----------------------------------- | -------------- | --------------- |
| 1  | Vote SKUL                | Vota Skul!                          | 17 giugno 2011 |                 |
| 2  | The B Team               | La squadra B                        | 3 luglio 2011  |                 |
| 3  | Ghosts                   | Fantasmi                            | 21 giugno 2012 |                 |
| 4  | Total Eclipse            | Eclissi totale                      | 22 giugno 2012 |                 |
| 5  | The Gran Master          | Il gran maestro                     | 23 giugno 2012 |                 |
| 6  | The Patient              | Il paziente                         | 1º luglio 2011 |                 |
| 7  | The Crystal of St Helena | Il cristallo di S. Elena            | 25 giugno 2012 |                 |
| 8  | The Wasp                 | La vespa                            | 29 maggio 2011 |                 |
| 9  | Bully Elliot             | Elliot il bullo                     | 10 luglio 2011 |                 |
| 10 | Tim Brown's SKUL Days    | I giorni di sku(o)l(a) di Tim Brown | 28 giugno 2011 |                 |
| 11 | The First to Crack       | Il primo a controllare              | 26 giugno 2011 |                 |
| 12 | Day of the Jacket        | Il giorno della giacca              | 2 agosto 2011  |                 |
| 13 | The Lost Hero            | L'eroe perduto                      | 21 agosto 2011 |                 |

## Sesta stagione
| Nº | Titolo originale                | Titolo italiano | Prima TV UK      | Prima TV Italia |
| -- | ------------------------------- | --------------- | ---------------- | --------------- |
| 1  | The Fall of SKUL                |                 | 7 gennaio 2013   |                 |
| 2  | Trojan KORPS                    |                 | 7 gennaio 2013   |                 |
| 3  | Grosse Encounters               |                 | 14 gennaio 2013  |                 |
| 4  | The Face Of Revenge             |                 | 25 febbraio 2013 |                 |
| 5  | Mission;Incredible              |                 | 21 gennaio 2013  |                 |
| 6  | The Hive                        |                 | 28 gennaio 2013  |                 |
| 7  | Old School                      |                 | 4 febbraio 2013  |                 |
| 8  | The Germinator                  |                 | 11 febbraio 2013 |                 |
| 9  | The Dark Wizard                 |                 | 18 febbraio 2013 |                 |
| 10 | One Flew Over the Budgie's Cage |                 | 4 marzo 2013     |                 |
| 11 | Prison Break                    |                 | 11 marzo 2013    |                 |
| 12 | Inheritance                     |                 | 18 marzo 2013    |                 |
| 13 | The Final Endgame               |                 | 25 marzo 2013    |                 |

## Settima Stagione
|    | Titolo originale                      |  |  |
| -- | ------------------------------------- |  |  |
| 1  | The Mayze                             |  |  |
| 2  | Frankenstein                          |  |  |
| 3  | The Man who Drew Tomorrow             |  |  |
| 4  | Revenge of the Sweet                  |  |  |
| 5  | The Shadow Games                      |  |  |
| 6  | The Beginnings                        |  |  |
| 7  | Return of the Dark Wizard             |  |  |
| 8  | Free Runner                           |  |  |
| 9  | The League of Mata Hari               |  |  |
| 10 | Sad Men                               |  |  |
| 11 | The Problem Probe                     |  |  |
| 12 | We Need to Talk About KORTEX (Part 1) |  |  |
| 13 | The Last Stand (Part 2)               |  |  |